# 第25飛行隊 (南アフリカ空軍)
第25飛行隊（だい25ひこうたい、25 Squadron SAAF）は、かつて存在した南アフリカ空軍の飛行隊である。1942年7月1日に設立され、1945年7月に廃止。1951年1月に再設立され第44飛行隊に統合される。1968年2月に再設立され1990年10月に廃止。